# Ponta de Anzol Filmes
Ponta de Anzol Filmes é uma produtora de audiovisual brasileira, sediada em Belo Horizonte, Minas Gerais. Fundada em março de 2018 por Bruno Greco, Higor Gomes e Jacson Dias, a produtora tem se destacado na cena do cinema independente, com ênfase em obras autorais e de forte impacto social.

## História
Desde sua fundação, a produtora tem investido em curtas-metragens – e, mais recentemente, longas-metragens – com temáticas diversas, frequentemente abordando questões sociais, de gênero, sexualidade e raça. As obras da Ponta de Anzol foram exibidas em mais de cem festivais nacionais e internacionais, como o Festival de Brasília do Cinema Brasileiro, o Festival de Gramado, o Olhar de Cinema, o BFI Flare em Londres e o FICValdivia no Chile.

## Filmografia
- Ingrid (2016), premiado na Goiânia Mostra Curtas, no Rio Festival de Gênero & Sexualidade no Cinema.

- Impermeável Pavio Curto (2018), vencedor do Festival de Brasília na Mostra Universitária com o prêmio Zózimo Bulbul;[1]
- Looping (2019), premiado no Janela Internacional de Cinema do Recife;
- Forrando a Vastidão (2021), exibido na Mostra de Tiradentes e no Festival de Cinema de Vitória;
- Ramal (2023), vencedor dos prêmios de Melhor Curta no Festival Internacional de Curitiba, no Festival de Cinema de Vitória e no FICValdivia.[3]
- Mãe do Ouro (2024)

## Fundadores

### Bruno Greco
Produtor e Produtor Executivo. Graduado em Cinema e Audiovisual e participante do Málaga Talents 2022, durante o 25º Festival de Málaga. Integra a Rede de Talentos do Projeto Paradiso.  
Produziu curtas-metragens selecionados e premiados em dezenas de festivais nacionais e internacionais, como FICValdivia, BFI Flare London, Olhar de Cinema, dentre outros, além de serem exibidos em canais de TV e plataformas de streaming. Trabalhou também no departamento de produção executiva de longas-metragens de produtoras consagradas de Minas Gerais, como a Filmes de Plástico, a Anavilhana e a Tempero Filmes.
Atualmente produz, ao lado de Jacson Dias, os projetos de longa-metragem Tempestade Ninja, escrito e dirigido por Higor Gomes e vencedor de 2 prêmios durante o 10th Brasil CineMundi - International Coproduction Meeting,  Perto Da Meia-Noite, escrito e dirigido por Maick Hannder e vencedor de 3 prêmios no 10º BrLab - Laboratório de Projetos Audiovisuais, e o documentário Outubro, de Vinicius Correia.

### Higor Gomes
Diretor e roteirista, graduado em Cinema e Audiovisual pelo Centro Universitário e pela Escola Livre de Cinema.
Dirigiu o curta Impermeável Pavio Curto (2018), premiado no Festival de Brasília com o troféu Zózimo Bulbul e vencedor nas mostras competitivas do FESTCURTASBH e do MOV - Festival Internacional de Cinema Universitário de Pernambuco, além de ter sido exibido em mais de 30 festivais nacionais e internacionais, como o Olhar de Cinema. Em 2019, foi exibido pelo Canal Brasil.
Seu segundo curta, Forrando a Vastidão (2021), estreou na mostra competitiva brasileira do 23º FESTCURTASBH e circulou por mais de 20 festivais, como a Mostra de Cinema de Tiradentes, o Festival de Cinema de Vitória e a Mostra do Filme Livre, onde recebeu o prêmio do júri.
Ramal (2023), seu terceiro curta, teve estreia no Olhar de Cinema – Curitiba IFF, onde foi premiado como Melhor Curta-Metragem e também recebeu o Prêmio da Crítica Abraccine. O filme foi exibido em dezenas de festivais, incluindo o FICValdivia (Chile) e o Curta Kinoforum, onde recebeu os prêmios de Melhor Direção de Fotografia e Favorito do Público.

### Jacson Dias
Produtor e Diretor de Produção. Graduado em Cinema e Audiovisual.
Produziu curtas-metragens selecionados e premiados em dezenas de festivais nacionais e internacionais, como FICValdivia, BFI Flare London, Olhar de Cinema, dentre outros, além de serem exibidos em canais de TV e plataformas de streaming.
Trabalhou também no departamento de produção executiva de longas-metragens de produtoras consagradas de Minas Gerais, como a Anavilhana, a Vasto Mundo e a Dromedário Cinema e Vídeo.
Atualmente produz, ao lado de Bruno Greco, os projetos de longa-metragem Tempestade Ninja, escrito e dirigido por Higor Gomes e vencedor de 2 prêmios durante o 10th Brasil CineMundi - International Coproduction Meeting,  Perto Da Meia-Noite, escrito e dirigido por Maick Hannder e vencedor de 3 prêmios no 10º BrLab - Laboratório de Projetos Audiovisuais, e o documentário Outubro, de Vinicius Correia.

## Reconhecimento
As produções da Ponta de Anzol também foram exibidas em canais de TV como Canal Brasil, Rede Minas e SescTV, além de plataformas digitais como Cardume, TodesPlay e Embaúba Play.